# Lucilia sericata
Lucilia sericata (лат.) — космополитно распространённый вид двукрылых семейства каллифорид.

## Описание
Самки длиной 10—14 мм, откладывают от 130 до 172 яиц.

## Биология
Личинки могут вызывать назальный, мочеполовой и оральный миазы. Паразитируя у пациентов больниц, являются переносчиками внутрибольничной инфекцией. Известны смертельные случаи
Мухи этого рода изучаются судебной энтомологией для определения времени смерти, а также ветеринарией, так как они являются и паразитами домашних животных.